# Mime Fatale
Mime Fatale byla česká pantomimická skupina, založená v roce 2013 pěti herečkami, studentkami Katedry pantomimy AMU v Praze.

## Historie
Skupina byla založena po úspěšné spolupráci na studentské inscenaci Na Plechárně (2012, HAMU v Praze) na motivy stejnojmenného románu Johna Steinbecka. Inscenace ve stylu klasické pantomimy pod vedením známého českého mima Radima Vizváry sklidila kladný divácký i kritický ohlas, a po 30 reprízách v Česku i v zahraničí se dívky rozhodly založit profesionální soubor. V roce 2013 už jako Mime Fatale vytvořily představení Push the Button (premiéra 10. 6. 2013 v Teatru NoD, Praha), propojující pantomimu s beat-boxem a virtuální realitou počítačových her. Inscenace je stále reprízována v pražském NoDu a byla hrána na desítkách festivalů v Česku i v zahraničí. V roce 2014 dívky vytvořily představení Ešús (premiéra 18. 10. 2014 ve Studiu ALTA, Praha), propojující trampské zkušenosti s beat-boxem a slam-poetry. V roce 2015 vytvořily v doprovodu kapely Circus Problem představení Balkán (předpremiéra 30. 4. 2015 v Bakelit Multi Art Centre, Budapešť, premiéra 11. 5. 2015 v Teatru NoD, Praha) na motivy cikánské hudby a představení Město s tlukoucím srdcem (premiéra 9. 11. 2015 v A Studiu Rubín, Praha), inspirované životem a dílem Gustava Meyrinka.

## Členové
Skupinu založily Michaela Hradecká, Lucie Lísková, Lenka Stolařová, Tereza Těšínská a Kateřina Votočková. V rámci další činnosti se do skupiny přidaly herečky Barbora Mišíková, Barbora Debnárová a jako produkční Alexej Byček.
Dívky byly vedeny k pantomimě a pohybovému zpracování svých představení Radimem Vizváry.
V inscenaci Push the Button se k uskupení připojili beat-boxeři Tiny Beat, Dozr, Jony Týpek, Michal Bliek a Jaro Cossiga. V inscenaci Ešús spolupracují s Barborou Rihak (slam-poetry) a Prokopem Jelínkem (kytara). Inscenaci Balkán doprovází kapela Circus Problem a režie se zhostila Irina Andrejeva. Scénografii k jejich představením vytváří Linda Mikolášková a Anna Forstová.